# Mnium nipponense
Mnium nipponense är en bladmossart som beskrevs av Kyuichi Sakurai 1935. Mnium nipponense ingår i släktet stjärnmossor, och familjen Mniaceae. Inga underarter finns listade i Catalogue of Life.